# Ripariska franker
Ripariska franker, eller ripuariska franker, den andra större gruppen franker vid sidan av de saliska frankerna. "Ripuarisk" antas syfta på att de vistades "nära floden" (antagligen Rhen), då ripa är latin för strand, till skillnad från de mer havsnära "salta frankerna", dvs de saliska frankerna – se dock saliska franker angående dessas namn.
De ripariska frankerna var en sammansmältning av flera stammar - chamaver eller thamaver brukterer, chatter och ampsivarier – som under 200-talet först från trakten av Köln försökte tränga in i Gallien. De stängdes ute av Julianus omkring 360 och förmåddes senare av Stilicho att träda i romersk tjänst. Under vandalernas anstormning 406 lyckades de dock inte försvara gränsen och i det kaos som inträdde därefter tog de själva områden omkring Maas och Aachen i besittning.

## Källa
Den här artikeln är helt eller delvis baserad på material från Nordisk familjebok, Franker, 1904–1926.